# 谷真一
谷 真一（たに しんいち、1958年3月15日 - ）は、広島県呉市出身の元プロ野球選手（内野手）。右投右打。
叔父は元プロ野球選手の吉田義男（吉田の姉の子が谷）。長男は俳優の谷遼。

## 来歴・人物
広島商業高では同期のエース山村力人（東洋大－三菱重工広島）を擁し遊撃手、一番打者として活躍。1974年秋季中国大会に進むが、1回戦で倉敷工の兼光保明に完封負け、春の選抜出場を逸する。しかし翌1975年夏の県大会は、決勝で山村が崇徳高の黒田真二に投げ勝ち、2年ぶりの甲子園出場を決めた。夏の甲子園は準決勝まで勝ち進むが、習志野高の小川淳司に抑えられ完封負けを喫した。
高校卒業後は法政大学に進学。東京六大学野球リーグでは4回の優勝を経験。遊撃手として活躍し1979年春季リーグでベストナインに選出される。同年の日米大学野球選手権大会では日本代表に選出された。
大学卒業後は、社会人野球の本田技研に入社。1981年、1982年の都市対抗野球大会に連続出場。1981年のインターコンチネンタルカップ日本代表となる。
1982年のプロ野球ドラフト会議で近鉄バファローズから2位指名を受け入団。
1983年は開幕直後から森脇浩司、吹石徳一に代わり遊撃手として起用されレギュラーを獲得。119試合に出場し、打率.232ながら32犠打を記録するなど1年目から活躍。
1984年は吹石と併用され出場機会が減少するが、同年7月4日には日本プロ野球通算1000本目の満塁本塁打を放つ。
1985年は村上隆行が台頭しレギュラーに定着。
1990年限りで現役を事実上引退。
1991年から1996年まで近鉄でコーチを務めたが、1991年は登録のみ選手兼任扱いだった。現在はオリックス・バファローズの近畿・中国・四国地区担当スカウト。
谷の近鉄入団以来、広島商業高は長らくプロ野球選手を出していなかったが、2008年に岩本貴裕が26年ぶりにプロ球界入りを果たした。

## 詳細情報

### 年度別打撃成績
| 年 度     | 球 団     | 試 合 | 打 席 | 打 数 | 得 点 | 安 打 | 二 塁 打 | 三 塁 打 | 本 塁 打 | 塁 打 | 打 点 | 盗 塁 | 盗 塁 死 | 犠 打 | 犠 飛 | 四 球 | 敬 遠 | 死 球 | 三 振 | 併 殺 打 | 打 率 | 出 塁 率 | 長 打 率 | O P S |
| --------- | --------- | ----- | ----- | ----- | ----- | ----- | -------- | -------- | -------- | ----- | ----- | ----- | -------- | ----- | ----- | ----- | ----- | ----- | ----- | -------- | ----- | -------- | -------- | ----- |
| 1983      | 近鉄      | 119   | 391   | 319   | 38    | 74    | 13       | 1        | 3        | 98    | 39    | 7     | 2        | 32    | 3     | 32    | 0     | 5     | 58    | 7        | .232  | .309     | .307     | .616  |
| 1984      | 近鉄      | 69    | 148   | 126   | 11    | 21    | 2        | 1        | 1        | 28    | 13    | 3     | 3        | 9     | 0     | 11    | 0     | 2     | 20    | 1        | .167  | .245     | .222     | .467  |
| 1985      | 近鉄      | 31    | 36    | 28    | 3     | 6     | 1        | 0        | 1        | 10    | 2     | 0     | 0        | 6     | 0     | 2     | 0     | 0     | 6     | 1        | .214  | .267     | .357     | .624  |
| 1988      | 近鉄      | 35    | 60    | 49    | 2     | 8     | 0        | 0        | 0        | 8     | 1     | 1     | 0        | 7     | 0     | 4     | 0     | 0     | 9     | 1        | .163  | .226     | .163     | .390  |
| 1989      | 近鉄      | 4     | 13    | 10    | 1     | 1     | 0        | 0        | 0        | 1     | 1     | 0     | 0        | 1     | 0     | 2     | 0     | 0     | 4     | 0        | .100  | .250     | .100     | .350  |
| 1990      | 近鉄      | 21    | 27    | 27    | 3     | 6     | 1        | 0        | 0        | 7     | 1     | 1     | 0        | 0     | 0     | 0     | 0     | 0     | 10    | 0        | .222  | .222     | .259     | .481  |
| 通算：6年 | 通算：6年 | 279   | 675   | 559   | 58    | 116   | 17       | 2        | 5        | 152   | 57    | 12    | 5        | 55    | 3     | 51    | 0     | 7     | 107   | 10       | .208  | .281     | .272     | .553  |

### 記録
- 初出場：1983年4月9日、対ロッテオリオンズ1回戦（日生球場）遊撃手で途中出場
- 初打席：同上、9回にスティーヴン・シャーリーから犠打
- 初安打：1983年4月21日、対西武ライオンズ2回戦（西武ライオンズ球場）、松沼雅之から左前安打
- 初本塁打：1983年6月21日、対日本ハムファイターズ9回戦（後楽園球場）、2回に木田勇か左越ソロ

### 背番号
- 32 （1983年 - 1990年）
- 85 （1991年 - 1996年）